# ライセンス&森三中の恋はナポリタン
『ライセンス＆森三中の恋はナポリタン』は、2003年7月から2005年5月までヨシモトファンダンゴTVで放送されていたトーク番組。全50回。

## 概要
放送開始当時は映像は静止画像のみで、出演者もラジオブースでトークを繰り広げるなどラジオ番組を意識した構成だったが、後にスタジオから飛び出してロケーション撮影も行なわれるようになった。恋愛を中心にしたトーク番組ではあるが、ライセンスのぶっちゃけトークや森三中の下ネタなど、地上波では放送できない過激トークが披露され、2005年に終了した後もファンダンゴTVの番組リクエストで1位になるなど2年以上経過しても復活を求めるメールが絶えない事から、2007年8月に「恋はナポリタンリターンズ 07」として一夜限りではあるが復活を果たした。

## 出演
- ライセンス
- 森三中

| スタブアイコン | サブスタブ | この項目は、まだ閲覧者の調べものの参照としては役立たない、テレビ番組に関連した書きかけの項目です。この項目を加筆・訂正などしてくださる協力者を求めています（P:テレビ/PJ:放送または配信の番組）。 |